# نوومينيوس

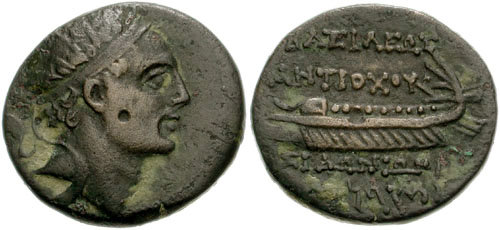
عملة من صيدا تعود إلى أنطيوخوس الرابع، تُظهر سفينة حربية منتصرة، قد تكون مرتبطة بالانتصارات البحرية لنوومينيوس.

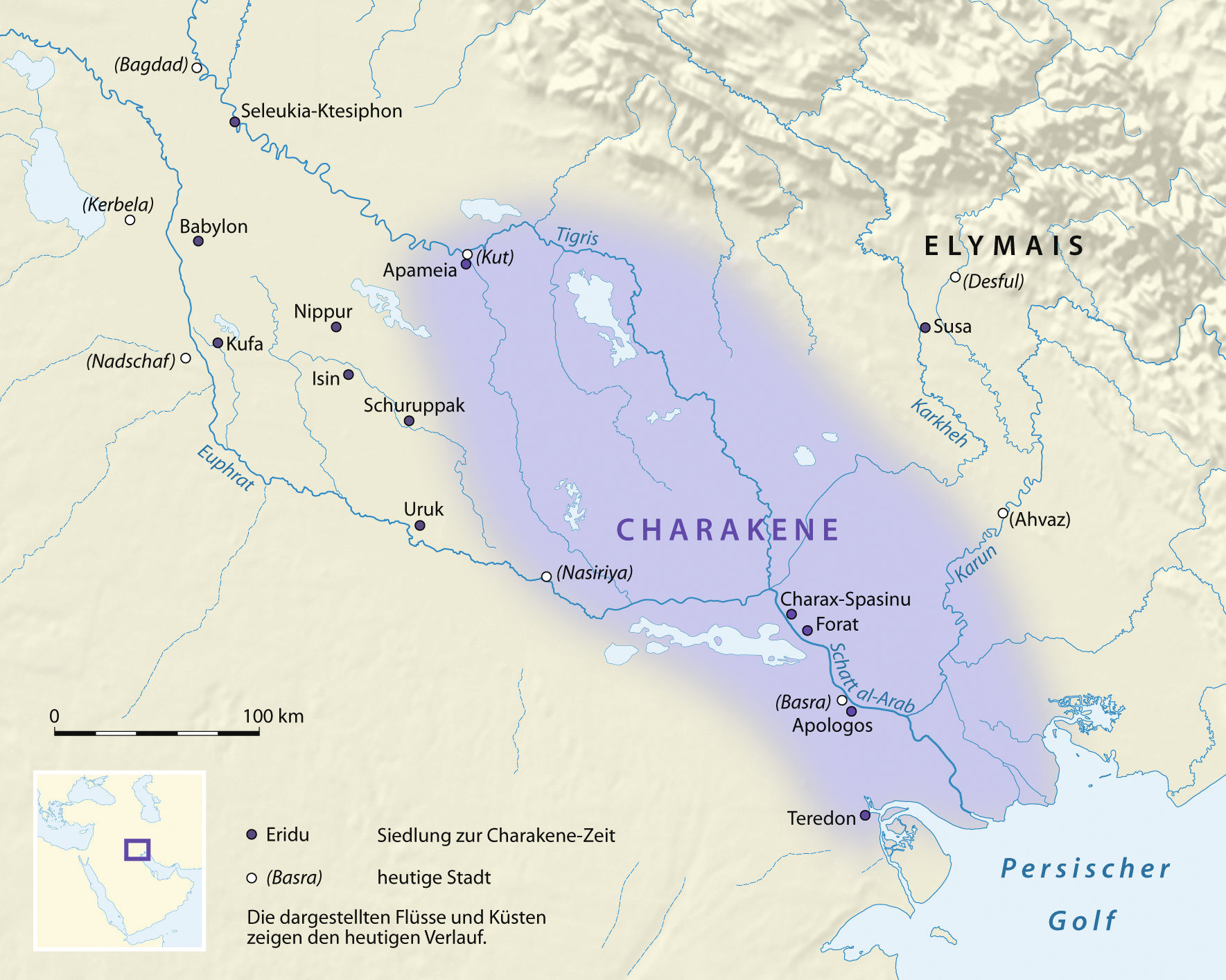
نوومينيوس كان ساترابًا سلوقيًا على مملكة ميسان.

نوومينيوس (الإغريقية: Νουμήνιος) كان جنرالًا سلوقيًا وساترابًا لمقاطعة مملكة ميسان (مملكة ميسان، عاصمتها خاراكس)، ويُقال إنه هزم الفرس في وقت ما خلال القرن الثالث أو الثاني قبل الميلاد. يذكر بلينيوس الأكبر أن حاكمه كان "أنطيوخوس"، لكن من غير المعروف ما إذا كان يشير إلى أنطيوخوس الأول أو أنطيوخوس الثاني أو أنطيوخوس الثالث، مع أن المعركة وقعت بالضرورة قبل عامي 190-189 ق.م، وهو تاريخ معركة مغنيسيا التي هُزم فيها أنطيوخوس الثالث على يد الرومان. وبشكل بديل، قد تكون هذه الأحداث قد وقعت خلال حكم أنطيوخوس الرابع.
كتب بلينيوس:
"نوومينيوس، الذي عُيّن حاكمًا لميسان على يد الملك أنطيوخوس، وأثناء قتاله ضد الفرس، هزمهم في البحر، ثم عند انخفاض المد هزمهم برًا بجيش من الفرسان، في اليوم نفسه؛ ولتخليد هذه المناسبة أقام نصبًا تذكاريًا مزدوجًا في نفس المكان تكريمًا للمشتري ونبتون"— بلينيوس، التاريخ الطبيعي 6.152.
يُستشهد بهذا الحدث غالبًا للدلالة على وجود نوع من العلاقة العدائية بين حكام فراتاراكا في بلاد فارس والإمبراطورية السلوقية خلال القرنين الثالث أو الثاني قبل الميلاد. وربما حصل حكام بلاد فارس على الاستقلال بين عام 205 ق.م، حين زار أنطيوخوس الثالث نهاوند في سلام، وعامي 190-189 ق.م، وهو آخر تاريخ ممكن لمعركة نوومينيوس إذا اعتُبرت معركة مغنيسيا حدًا نهائيًا.